# Goniophyto shanghaiensis
Goniophyto shanghaiensis är en tvåvingeart som beskrevs av Deng, Chen och Fan 2007. Goniophyto shanghaiensis ingår i släktet Goniophyto och familjen köttflugor. Inga underarter finns listade i Catalogue of Life.